# François Simon
François Simon es un exciclista francés nacido el 28 de octubre de 1968 en Troyes.
Es hermano de Régis Simon, Pascal Simon y de Jérôme Simon, los tres antiguos ciclistas profesionales.

## Palmarés
1990
- 1 etapa de la Vuelta a Austria
- 1 etapa del Circuito des Mines

1992
- 1 etapa del Giro de Italia[1]
- Mi-Août Bretonne
- 1 etapa del Tour de Poitou-Charentes
- 2 etapas del Tour del Porvenir

1993
- 1 etapa del Tour de Poitou-Charentes

1996
- 1 etapa del Circuito de la Sarthe
- 1 etapa de la Dauphiné Libéré

1999
- Campeonato de Francia en Ruta

2000
- 1 etapa de la París-Niza

## Clasificaciones en el Tour de Francia
- 1993 : 57.º
- 1994 : 43.º
- 1995 : 59.º
- 1996 : 86.º
- 1997 : 32.º
- 1998 : 57.º
- 1999 : 30.º
- 2000 : 58.º
- 2001 : 6º maillot amarillo durante tres días
- 2002 : abandono

## Equipos
- 1991 - 1995 : Castorama
- 1996 - 1998 : Gan
- 1999 : Crédit Agricole
- 2000 - 2002 : Bonjour